# میشل ویلیامز (خواننده)
میشل ویلیامز (انگلیسی: Michelle Williams؛ زاده ۲۳ ژوئیهٔ ۱۹۸۰ ) یک موسیقی‌دان اهل ایالات متحده آمریکا است. وی از سال ۱۹۹۹ میلادی تاکنون مشغول فعالیت بوده‌است.